# 노농파
노농파(일본어: 労農派 로노하[*])는 전전 일본의 비일공당계 마르크스주의자 집단이다. 1927년 창간된 잡지 『노농』에 기반하여 이렇게 불린다. 일본자본주의논쟁에서 강좌파와 대결한 경제학자, 무산정당 소속 사회운동가, 문전파 프롤레타리아 문학가 등으로 이루어졌다.

## 역사
일본공산당은 1922년 7월 창립되었다(제1차 일본공산당). 사카이 토시히코, 야마카와 히토시, 아라하타 칸손 등 메이지 이래의 고참 운동가들이 참여해 제1차 일공당의 중심이 되었다. 그러나 당원 상당수가 1924년 2-3월경 당시의 일본에는 공산당이 결성될 조건이 없다며 해체를 결정했다. 아라하타는 해산에 반대하고, 사후처리를 위한 소수인원 위원회(뷰로)를 만들기를 주장하여 그것이 인정받았다.
야마카와 등은 대중으로부터 분리된 소수의 혁명당이 아니라, 모든 반부르주아 계급, 계층을 포함하는 광범위한 무산계급 정당을 조직하고, 대중을 성장시키며 전위정당을 만들어갈 것(야마카와이즘)을 생각하고 이것을 합법잡지 등에서 적극적으로 호소했다. 뷰로는 1924년 5월 합법 연구지 『마르크스주의』를 창간했다. 후쿠모토 카즈오는 『마르크스주의』에 「결합 전의 분리론」(후쿠모토이즘)에 기초한 논문들을 투고하고 야마카와 히토시 등을 강하게 비판하여 당시 지식인・학생들에게 큰 영향을 주었다. 후쿠모토이즘은 후에 코민테른의 비판을 받아 몰락했지만, 이후 일본공산당에는 후쿠모토의 영향이 강하게 남았다. 야마카와 등은 원래 『마르크스주의』에 협력하고 있었지만, 후쿠모토의 비난이 거세지자 공개적으로 반박하며 『마르크스주의』와 절연했다.
뷰로는 코민테른의 지도에 따라 1925년 1월 공산당 재건의 방침을 결정하고 1926년 12월 공산당을 정식으로 재건한다(제2차 일본공산당). 코민테른이 1927년 결정한 일본공산당 강령(27년 테제)은 후쿠모토와 함께 야마카와도 비판하면서 양자의 대립은 선명해졌다. 아라하타도 제1차 공산당 이상의 섹트주의에 반발하여 뷰로를 떠나 제2차 공산당에 참여하지 않은 야마카와와 행동을 함께했다. 야마카와와 아라하타 등은 자신들의 거점으로서 1927년 잡지 『노농』을 창간, 이로써 노농파가 형성되었다.
일본공산당은 1928년 2월 야마카와 히토시, 아라하타 칸손의 제명을 결정했지만, 노농파 측에서 보면 자신들은 애초에 제2차 공산당에 참여하지 않았기 때문에 제명결정은 무의미하다.
노농파는 1938년 2월 제2차 인민전선 사건으로 검거되었다. 전후 사회당 좌파의 이론집단인 사회주의협회로 계승되었고, 일본사회당, 총평의 노선(일본형 사회민주주의)에 큰 영향을 주었다.

## 이론 내용
노농파는 현대적으로 말하면 네트워크적 집단으로, 분명한 조직지도부는 없었다. 하지만 공통의 인식은 있었다. 이하 내용은 『사회주의협회 테제』에 수록된 좌담회 「『사회주의협회 테제』 학습을 위하여」 제1장 「노농파와 강좌파」에 근거한다.
1. 일본자본주의의 성격
메이지 유신은 불철저한 부르주아 혁명이고, 천황제는 부르주아 군주제로서, 현재(1927년 당시)의 정치투쟁의 대상은 금융자본・독점자본을 중심으로 한 제국주의적 부르주아 계급이다. 그러므로 (노농파가 지향할) 혁명의 성격은 사회주의 혁명이다.
2. 볼셰비즘, 코민테른의 평가
레닌주의(볼셰비즘)은 러시아의 조건에 근거해서 발전한 이론이며, 마르크스주의의 유일한 발전이 아니다. 일본의 사회주의 운동의 임무는 독일적 사회민주주의와 러시아적 공산주의를 흉내내는 것이 아니라 일본의 현실에서 출발하는 것이다. 혁명운동은 세계에 단 하나의 중심에서 지도될 것이 아니다.
3. 정당론
일반 대중에게 자본주의냐 사회주의냐는 당면 문제가 되지 못하고 있다. 그러므로 부르주아 계급에 대립하는 모든 계층을 결집하는 대중적 합법정당을 조직해야 한다. 이 정당은 공동전선적 성격을 가지는 단일무산정당이어야 한다. 마르크스주의자들은 이런 정당의 결집과 성장에 적극적인 역할을 발휘하면서 그 안에서 지도력을 확대하는 것이다.
4. 노동조합론
노동조합은 정당의 대치물이 아니며, 조합운동도 통일되어야 한다. 사회주의 혁명을 목표로 한 투쟁과 일상생활의 개선을 위한 투쟁을 기계적으로 생각해 양자를 구분하고 후자를 경시, 부정하는 일이 있어서는 안 된다.

## 참고 자료
- 社会主義協会『社会主義協会テーゼ』　社会主義協会　1971年
- 石河康国 『労農派マルクス主義：理論・ひと・歴史』（上･下巻）社会評論社、2008年

上巻は明治期から1951年社会主義協会結成まで、下巻は1998年社会主義協会再分裂までを扱う。
- 佐藤優・山崎耕一郎『マルクスと日本人』明石書店、2015年
- 千坂恭二『思想としてのファシズム』彩流社、2015年